# 브란덴부르크 협주곡

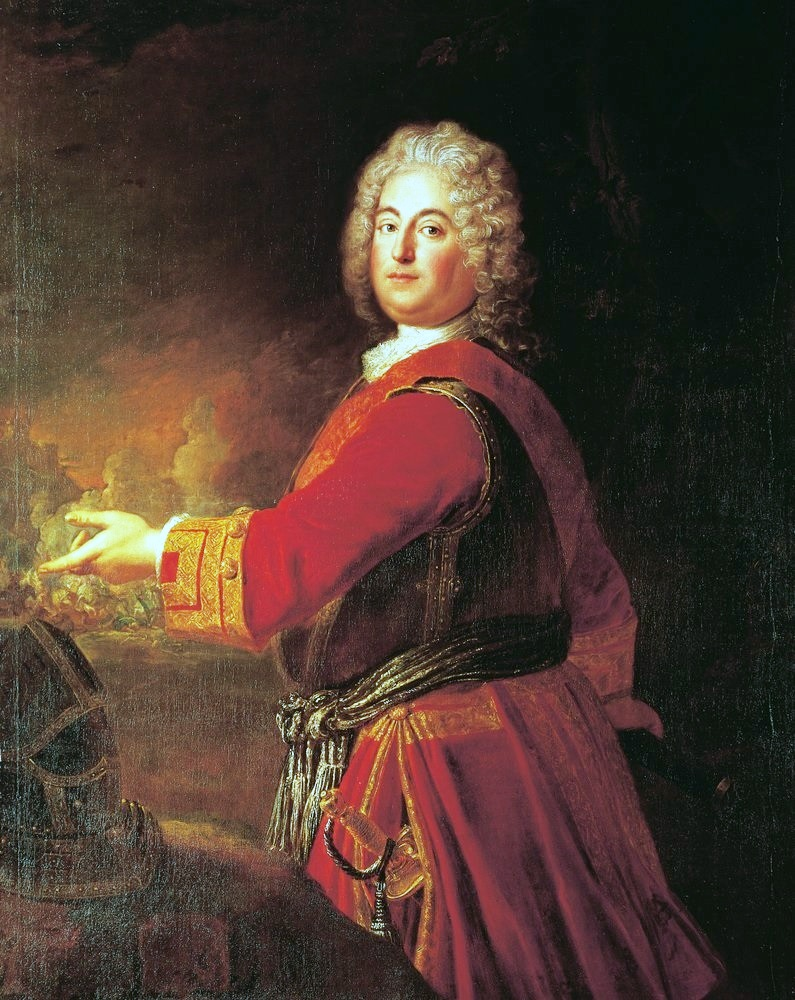
크리스티안 루트비히

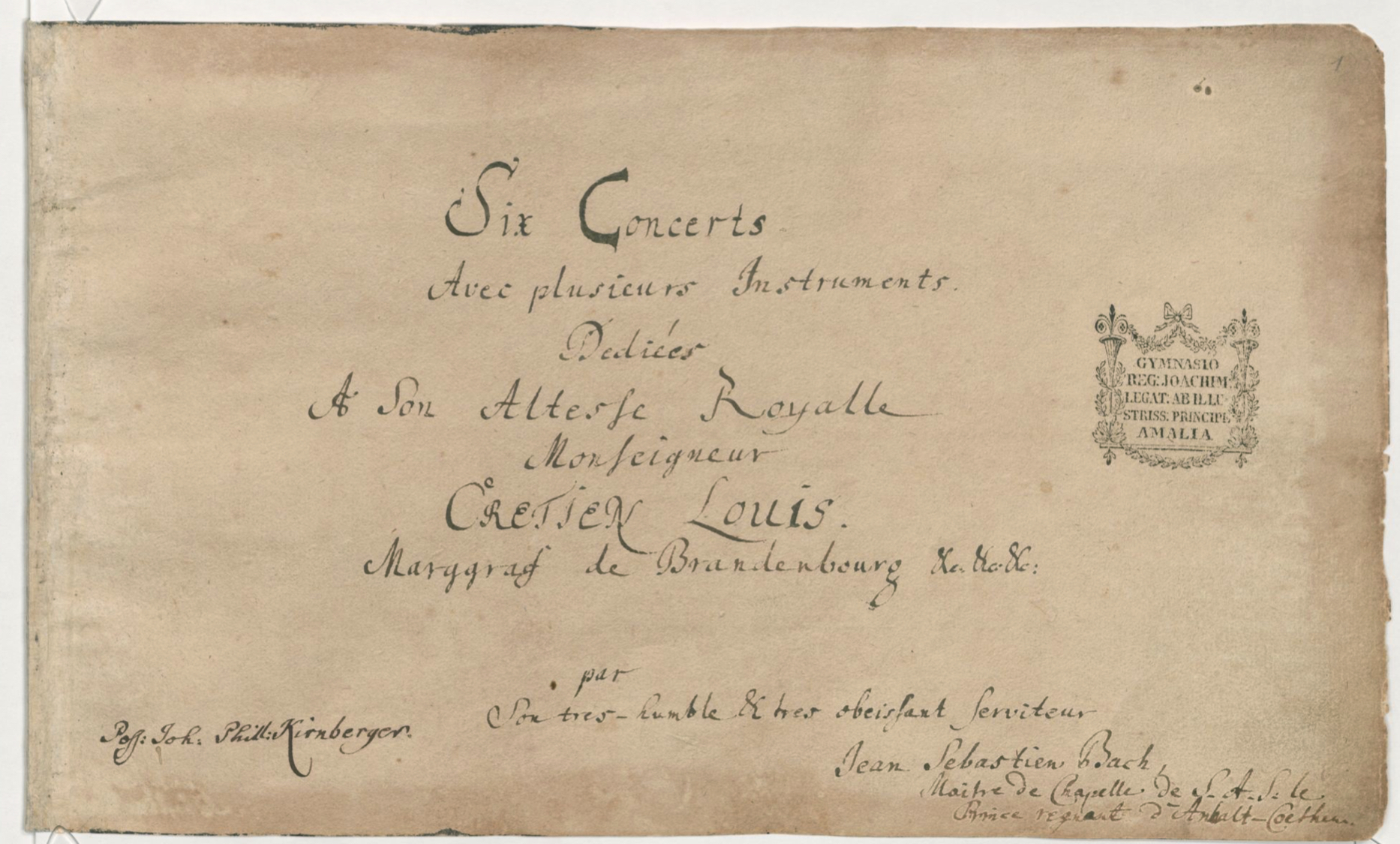
브란덴부르크 협주곡의 제목 페이지

브란덴부르크 협주곡(Brandenburg concerti, BWV 1046–1051)는 요한 제바스티안 바흐가 작곡한 여섯 기악곡의 모음으로, 1718년부터 1721년까지 작곡되었다. 1721년 3월에 브란덴부르크 변경백령 브란덴부르크-슈베트 변경백(邊境伯)인 크리스티안 루트비히에 헌정하였다. 이탈리아의 비발디 등이 확립한 협주곡의 형식을 사용하고 있으나, 작곡마다에 악기 편성을 사용하고 대위법적으로도 이탈리아의 음악보다 한층 정교하게 작곡되어 있다. 다양한 구성으로 된 독주악기와 합주군(群)이 교묘하게 대비된 밝고 즐거운 음악이다. 바로크 협주곡의 정점을 이루는 명작이다.

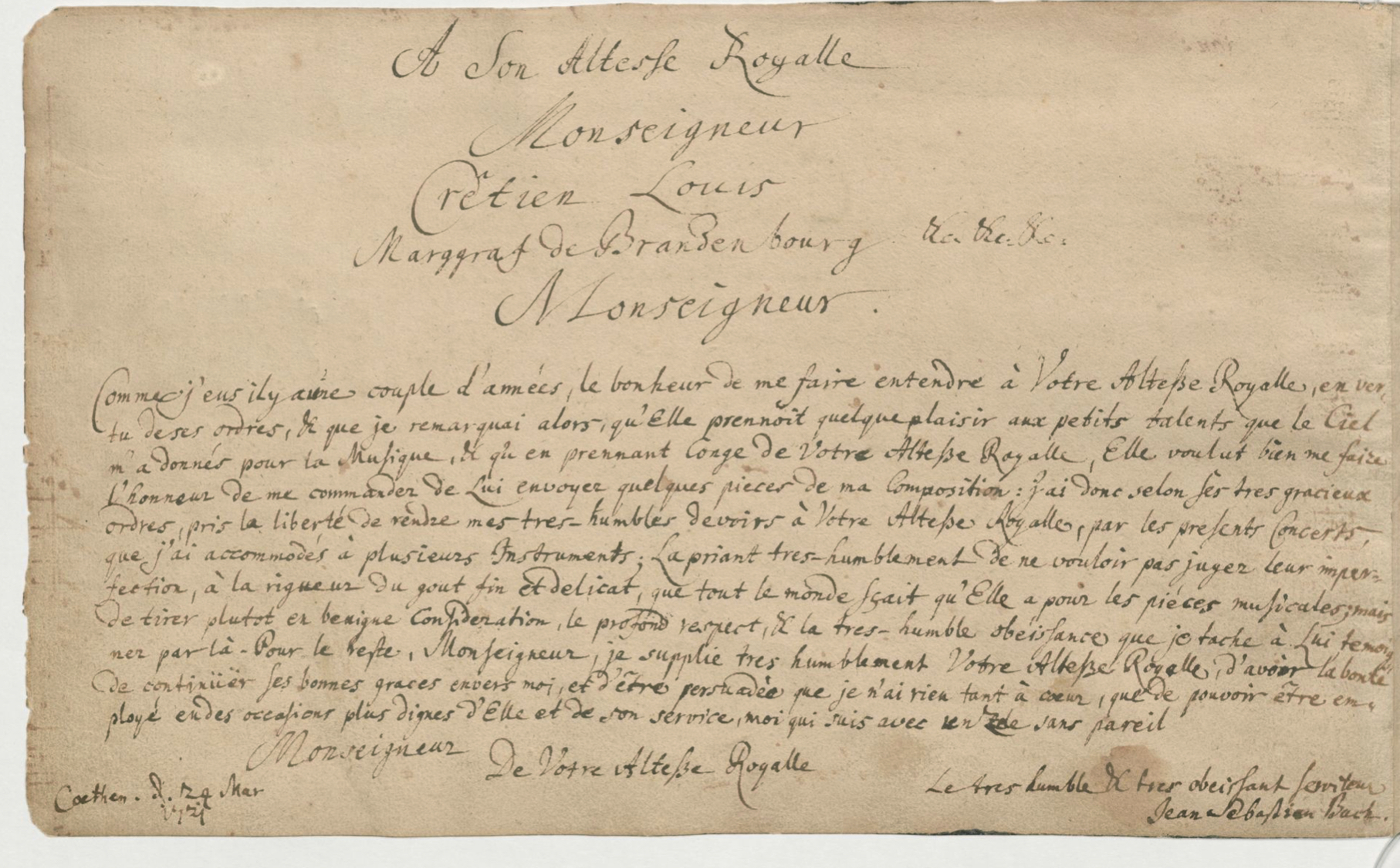
브란덴부르크 협주곡 프랑스어로 작성된 헌사 글

## 곡 구성

### 브란덴부르크 협주곡 1번
| 브란덴부르크 협주곡 1번 1악장,BWV1046 |
|                                       |
|                                       |

| 브란덴부르크 협주곡 1번 2악장,BWV1046 |
|                                       |
|                                       |

| 브란덴부르크 협주곡 1번 3악장,BWV1046 |
|                                       |
|                                       |

| 브란덴부르크 협주곡 1번 4악장,BWV1046 |
|                                       |
|                                       |

### 브란덴부르크 협주곡 2번
| [[:그림:\|브란덴부르크 협주곡 2번 1악장,BWV1047]] |
| [[파일:\|180px\|아이콘 없음]]                     |
|                                                   |

| [[:그림:\|브란덴부르크 협주곡 2번 2악장,BWV1047]] |
| [[파일:\|180px\|아이콘 없음]]                     |
|                                                   |

| [[:그림:\|브란덴부르크 협주곡 2번 3악장,BWV1047]] |
| [[파일:\|180px\|아이콘 없음]]                     |
|                                                   |

### 브란덴부르크 협주곡 3번
| 브란덴부르크 협주곡 3번 1악장,BWV1048 |
|                                       |
|                                       |

| 브란덴부르크 협주곡 3번 2악장,BWV1048 |
|                                       |
|                                       |

| 브란덴부르크 협주곡 3번 3악장,BWV1048 |
|                                       |
|                                       |

### 브란덴부르크 협주곡 4번
| 브란덴부르크 협주곡 4번 1악장,BWV1049 |
|                                       |
|                                       |

| 브란덴부르크 협주곡 4번 2악장,BWV1049 |
|                                       |
|                                       |

| 브란덴부르크 협주곡 4번 3악장,BWV1049 |
|                                       |
|                                       |

### 브란덴부르크 협주곡 5번
| 브란덴부르크 협주곡 5번 1악장,BWV1050 |
|                                       |
|                                       |

| 브란덴부르크 협주곡 5번 2악장,BWV1050 |
|                                       |
|                                       |

| 브란덴부르크 협주곡 5번 3악장,BWV1050 |
|                                       |
|                                       |

### 브란덴부르크 협주곡 6번
| 브란덴부르크 협주곡 6번 1악장,BWV1051 |
|                                       |
|                                       |

| 브란덴부르크 협주곡 6번 2악장,BWV1051 |
|                                       |
|                                       |

| 브란덴부르크 협주곡 6번 3악장,BWV1051 |
|                                       |
|                                       |